# Ma'agan
Ma'agan (hebrejsky מַעֲגָן, doslova Přístav, anglicky Ma'agan) je vesnice typu kibuc v Izraeli, v Severním distriktu, v Oblastní radě Emek ha-Jarden.

## Geografie
Leží v Galileji v nadmořské výšce 200 metrů pod mořskou hladinou na jižním břehu Galilejského jezera, v oblasti s intenzivním zemědělstvím.
Vesnice se nachází cca 10 kilometrů jihovýchodně od města Tiberias, cca 103 kilometrů severovýchodně od centra Tel Avivu a cca 58 kilometrů jihovýchodně od centra Haify. Ma'agan obývají Židé, přičemž osídlení v tomto regionu je ryze židovské.
Ma'agan je na dopravní síť napojen pomocí dálnice číslo 92. Na západní straně pak probíhá i dálnice číslo 90. Další hlavní komunikace (dálnice číslo 98) směřuje od kibucu k jihovýchodu, do prostoru řeky Jarmuk a komplexu Chamat Gader.

## Dějiny
Na místě nynějšího kibucu do roku 1948 stálo arabské město Samach nazývané též Zemach. V květnu 1948 tuto oblast nejprve krátce ovládli při své invazi Syřané, ale pak při protiútoku Izraelci. Místní arabské obyvatelstvo uprchlo již v březnu a dubnu 1948.
Ma'agan byl založen v roce 1949. Zakladateli osady byla skupina židovských přistěhovalců ze Sedmihradska, kteří už od roku 1939 procházeli zemědělským výcvikem. Nejprve v kibucu Afikim, pak od roku 1941 na cvičné farmě Chavat Kineret (חוות כנרת) a od roku 1949 v samostatné zemědělské osadě. Zpočátku se kibuc nazýval בסער - Basa'ar.
Až do roku 1967 se kibuc nacházel v demilitarizované zóně na dotyku izraelských a syrských pozic tak, jak to určily dohody o příměří uzavřené po válce za nezávislost roku 1949. Založení zemědělské vesnice tak bylo z izraelské strany motivováno snahou posílit faktickou přítomnost v této demilitarizované zóně.
V roce 1951 po rozkolu v kibucovém hnutí kibuc opustila skupina asi 50 lidí. 29. července 1954 se na účastníky pietní slavnosti, konané v kibucu Ma'agan na počest židovského odbojáře z druhé světové války Perece Goldsteina, zřítil lehký letoun, který byl součástí slavnosti. 17 lidí zemřelo.
Ekonomika kibucu je založena na zemědělství a turistickém ruchu (turistická vesnice). Zemědělská výroba trpí omezeními kvůli nedostatku vody v Galilejském jezeře. Kibuc prošel roku 2005 privatizací a jeho členové dostávají mzdu podle odvedené práce.

## Demografie
Obyvatelstvo kibucu Ma'agan je sekulární. Podle údajů z roku 2014 tvořili naprostou většinu obyvatel v kibucu Ma'agan Židé (včetně statistické kategorie "ostatní", která zahrnuje nearabské obyvatele židovského původu ale bez formální příslušnosti k židovskému náboženství).
Jde o menší sídlo vesnického typu s dlouhodobě stagnující populací. K 31. prosinci 2014 zde žilo 348 lidí. Během roku 2014 populace stoupla o 0,0 %.
| Rok            | 1961 | 1972 | 1983 | 1995 | 2001 | 2003 | 2004 | 2005 | 2006 | 2007 | 2008 | 2009 | 2010 | 2011 | 2012 | 2013 | 2014 |
| -------------- | ---- | ---- | ---- | ---- | ---- | ---- | ---- | ---- | ---- | ---- | ---- | ---- | ---- | ---- | ---- | ---- | ---- |
| Počet obyvatel | 291  | 266  | 305  | 340  | 342  | 334  | 338  | 329  | 323  | 322  | 320  | 340  | 354  | 348  | 348  | 348  | 348  |